# Achille Delaere
Achille Delaere (Lendelede, 17 april 1868 - Yorkton, 12 juli 1939) was een Vlaams priester en redemptorist. Als missionaris in Canada werd hij een van de grondleggers van de structuren voor de Oekraïense Grieks-Katholieke Kerk aldaar.

## Jeugd en roeping

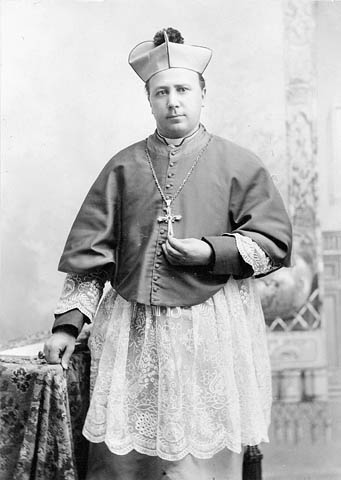
Aartsbisschop Langevin, die de redemptoristen om hulp vroeg

Delaere was zoon van een boer en moest als kind vaak meewerken op de landerijen van zijn vader. Zijn oudere broer Cyrille was in 1887 priester gewijd te Brugge, en werd er leraar benoemd aan het Sint-Lodewijkscollege. Al jong besloot Achille zelf ook priester te worden en hij sloot zich in 1889 aan bij de redemptoristen voor welke orde hij in 1896 priester werd gewijd.

## Naar Canada
In de zomer van 1898 werd pater Delaere op verzoek van de Frans-Canadese aartsbisschop Adélard Langevin, die een bezoek bracht aan de provinciale leidinggevende van de Belgische redemptoristen in Brussel, aangewezen als een van de drie Belgische redemptoristen om te helpen bij de grote immigratiegolf vanuit Oost-Europa naar de Canadese prairies. Pater Delaere verbleef een jaar in de Galicische stad Tuchów in Galicië en leerde daar Pools voordat hij naar Canada vertrok om de Poolse en Oekraïense immigranten, die zich nabij het Shoal Lake van Manitoba hadden gevestigd, bij te staan. Na deze studie Pools, vertrok hij op 14 september 1899 vanuit Liverpool naar Canada op het stoomschip Scotsman. Dit schip verging acht dagen later voor Belle Isle (vlak voor de straat van Belle Isle) en zestien mensen kwamen om het leven. Delaere overleefde deze ramp en vervolgde zijn reis naar Brandon, waar hij op 11 oktober 1899 aankwam. Hij werd door zijn mede-redemptoristen verwelkomd als de apostel van de Polen.

## Brandon
Rond 1903 waren Delaere en de andere redemptoristen werkzaam rond Brandon en brachten iedere maand een bezoek aan Yorkton. Delaere was zelf verbaasd over de hoeveelheid werk en meldde dat het gebied in feite de helft van België besloeg met slechts dertig tot veertig Engelse families en totaal verwaarloosd werd door de andere katholieke geestelijken sinds de Oblaten van de Onbevlekte Maagd Maria waren verhuisd. Onechte priesters (Serafimisten), Russisch-Orthodoxe priesters en protestanten hadden zich allemaal in het gebied gevestigd. De redemptoristen meldden dat er zeventien protestante dominees in Yorkton waren. Delaere smeekte onmiddellijk om hulp en moedigde Frans-Canadese seminaristen aan om verschillende talen te studeren en trok pater Kryzhanowsky aan, een Basiliaanse monnik, om hem te helpen. Voor wat betreft Delaeres taalvaardigheden en zijn kennis over de oosterse ritus verklaarden zijn naaste medewerkers dat hij de Franse taal nooit goed beheerste en dat zijn Oekraïens ook middelmatig was, maar daarentegen was hij door zijn ijver en prestatievermogen onmisbaar voor zijn superieuren, zelfs al waren die niet echt te spreken over zijn nogal boerse manieren.

## Latijnse versus oosterse ritus
Delaere werd zich ervan bewust dat de meerderheid van de Galiciërs, die zijn diensten bijwoonden, eigenlijk Roethenen waren volgens de oosterse ritus. In de strijd tussen de oosterse kerken en de Latijnse kerk, raakten de immigranten, die door Delaere werden bediend, vervreemd door de ongetrouwde rooms-katholieke priesters en hun Latijnse ritus. Hoe zeer de rooms-katholieke kerk ook probeerde om hen aan zich te binden, alleen een overgang naar de oosterse ritus maakte nog een kans. Delaere werd geconfronteerd met toenemende vijandigheid, afvalligheid en een gebrek aan hulp van aartsbisschop Langevin. Hij vestigde op 12 januari 1904 een klooster voor de redemptoristen in Yorkton, om voor de Galiciërs te zorgen. Op 9 maart 1906 kreeg Delaere toestemming van Paus Pius X om de Byzantijnse liturgie in praktijk te brengen. Pater Delaere vierde de mis voor het eerst volgens de Byzantijnse liturgie op 26 september 1906. De andere Belgische priesters volgden spoedig.

## "Pater Dollar"
Omdat zijn naam moeilijk uit te spreken was noemden de Oekraïners hem: Pater Dollar. John Bodrug bracht in zijn memoires verslag uit over Delaere: 'In Sifton was er een kleine Griekse katholieke kerk gebouwd, die af en toe door pater Zaklynsky werd bezocht maar waar steeds vaker pater Dollar een dienst verzorgde. Delaere had geleerd om in het Oud Kerkslavisch een liturgie te vieren en was gekleed conform de Griekse traditie, maar hield zijn preken wel in het Pools.

## Stichting Oekraïens bisdom
In 1911 werd, op aandringen van Delaere, aartsbisschop Langevin uiteindelijk overtuigd om een Oekraïense katholieke bisschop aan te stellen en hij informeerde het Vaticaan over zijn veranderde zienswijze. 'In mei 1912 werd Delaere opgeroepen om met Paus Pius X te overleggen en op 15 juli werd vanuit Rome, nadat de Oekraïense katholieke hiërarchie in Galicië was geraadpleegd, Fr. Nykyta Budka als bisschop van de Oekraïense katholieken in Canada benoemd.
Pater Delaere diende gedurende 40 jaar op de Canadese prairies vanaf zijn aankomst in 1899 tot aan zijn dood in 1939.